# KYL23
miraie KYL23（ミライエ ケーワイエル ニイサン）は、京セラによって日本国内向けに開発された、auブランドを展開するKDDIおよび沖縄セルラー電話の第3/3.5世代移動通信システム（au 3G、旧・CDMA 1X/CDMA 1X WIN）、および第3.9世代移動通信システム（au 4G LTE）対応スマートフォンである。ジュニアケータイシリーズのひとつ。

## 概要
同キャリア向けとしては初となる本格的なジュニアユーザー（主に小学生以下）を対象としたスマートフォンである。そのため、おサイフケータイ（FeliCa）、およびワンセグなどは非搭載となっている。
IPX5／IPX7の防水性能とIP5Xの防塵性能に加え、米国防総省が制定した耐衝撃性能「MIL-STD810G」もサポートしており、子どもが乱暴に扱っても破損しにくい設計となっている。
液晶ディスプレイには旭硝子（現・AGC）が開発した強化ガラスの「Dragontrail X」（ドラゴントレイル エックス）を採用したほか、ディスプレイ部を振動させて通話相手の声を届ける「スマートソニックレシーバー」も搭載している。
このスマートフォンのコンセプト上、Google PlayとGoogle アカウントの設定に関しては完全に利用不可能となるものの、代わりに子ども向けに特化したauスマートパス（別途au IDの事前登録が必要）とau Marketが用意され、フィルタリング会社の基準に基づいて選定したアプリが利用可能となる。そのため『パズル&ドラゴンズ』『ドラゴンクエストモンスターズ スーパーライト』『モンスターストライク』『Pokémon GO』などのアイテム課金制を利用したゲームには対応しない。このほか、一部機能を制限した専用のLINEアプリも提供される。(しかし、提供元不明のアプリがダウンロードできるようになっている場合のみapkファイルのダウンロードから自由にアプリを入れることができる。)
防犯ブザー機能にも工夫が施されており、カメラキーを1回目は長押し、2回目以降は短押しすると、防犯ブザーが鳴動すると同時に、位置情報や撮影した写真が保護者へ送信される。
さらに、「ウザい」「キモい」「ムカつく」「バカ」「ざまあ」「殺す」「死ね」等、ほかの子どもを誹謗中傷するような子どもが使うには一切適さない言葉を入力した時に画面上に「ちょっとまって!」と警告表示をする「あんしん文字入力」が搭載される。(上記にある方法でサードパーティ製のIMEを適用した場合には「あんしん文字入力」機能が適用されない。)
また、文部科学省学習指導要領の「代表的な字形」に準拠した正しい文字を表記する「学参フォント」、および緊急時に端末の制限機能を一時的に解除する機能、保護者がパスワードを忘れたときのワンタイムパスワード発行、居酒屋、ナイトクラブなど子どもには一切不要なスポットは検索不可能となる「子ども向けEZナビウォーク」などが提供される。
キャッチコピーは「守る。つながる。子どもの未来へ。」

## 搭載アプリ
- Friends Note
- すぐ文字 for Android
- すぐこえ
- LINEアプリ（miraie専用版）

## その他機能
※PC向けWebブラウザ（強制フィルタリングによる機能制限あり）が標準装備されている。携帯向けサイト(EZWeb)は他のスマートフォンやPCと同じく閲覧不可。
| 主な機能・対応サービス                                                                                             | 主な機能・対応サービス                                                                           | 主な機能・対応サービス                               | 主な機能・対応サービス        |
| --- | ------------------------------------------------------------------------------------------------ | ---------------------------------------------------- | ----------------------------- |
| Google Play au Market （子ども向け版） auスマートパス （子ども向け版） auウィジェット Webブラウザ （機能制限あり） | LISMO! for Android メディアプレイヤー （動画再生対応） LISMO WAVE うたパス ビデオパス ブックパス | おサイフケータイ NFC おくだけ充電（Qi）              | ワンセグ DLNA/DTCP-IP         |
| au one メール PCメール Gmail EZwebメール                                                                           | デコレーションメール デコレーションアニメ                                                        | Friends Note                                         | PCドキュメント                |
| au Smart Sports Run & Walk Karada Manager ゴルフ(web版) Fitness、歩数計                                            | GPS 方位計                                                                                       | au oneナビウォーク （子ども向け版） au one助手席ナビ | au one ニュースEX au one GREE |
| かんたんメニュー じぶん銀行                                                                                        | 緊急速報メール                                                                                   | Bluetooth                                            | 無線LAN機能 (Wi-Fi)           |
| 赤外線通信 Miracast テザリング                                                                                     | WIN HIGH SPEED au VoLTE au 4G LTE （CA非対応） WiMAX2+                                           | グローバルパスポート                                 | auフェムトセル                |
| microSD microSDHC microSDXC                                                                                        | モーションセンサー(6軸)                                                                          | 防水 防塵                                            | 簡易留守録 着信拒否設定       |

- 安心セキュリティパックはフル対応

## 沿革
- 2015年1月19日 - KDDI、および京セラより公式発表[5]。
- 2015年1月30日 - ピンクソーダ、およびシトラスホワイトが全国にて一斉発売[6]。
- 2015年1月31日 - メテオブルーが全国にて一斉発売。
- 2016年1月28日 - 新機能として「遠隔アラーム」と「マイルール」が追加された。なお、これら機能を利用するに当たっては、保護者側は「auスマートパス」に加入する必要があり、KYL23を利用している子ども（ユーザー）側はソフトウェア更新後、先述のアプリ2種を別途ダウンロードする必要がある[7]。
- 2017年3月 - 販売終了。
- 2022年3月31日 - 同キャリアにおける3Gサービスの完全終了・停波により当機種は4G LTEによるデータ通信を除き使用不可となる[8][9]。

## アップデート
2015年7月28日のアップデート
- 防犯ブザー起動時間の短縮。
- 保護者メニューの文言の一部変更。

2016年1月28日のアップデート
- 新機能である「遠隔アラーム」と「マイルール」の追加。
- au Wi-Fi SPOTにつながらない場合がある事象の改善。
- ユーザインタフェースの改善。

2016年11月10日のアップデート
- 端末の利用時間を制限する機能が正しく働かない場合がある事象の改善。